# Palatul Primăverii
A bukaresti Palatul Primăverii a Ceaușescu család fő rezidenciája volt. Az eredetileg Gheorghiu-Dej számára épült villában 1965–1989 között Nicolae Ceaușescu és családja lakott, innen kormányozva az országot. A rendszer bukása után továbbra is az állam tulajdonában maradt, 2016-tól múzeumként működik.

## Története
A Bukarest északi részén levő, a városi közüzemek által birtokolt területet 1932-től kezdték beépíteni; később itt alakult ki a Primăverii (Tavasz) városrész, ahol főként tisztviselők laktak. A hatalomra kerülő kommunisták lebontották a meglevő épületeket, és 1950-től kezdődően itt húzták fel a nomenklatúra házait. A Primăverii sugárút 50. szám alatti villát 1964-ben kezdték építeni mint Gheorghe Gheorghiu-Dej kommunista vezető egyik protokoll-épületét, majd Dej 1965-ös elhalálozása után utódja, Ceaușescu otthona lett. Kezdetben szerény, alig néhány szobát tartalmazó épület volt; 1970–1971 között Ceaușescu parancsára kibővítették, 80 szobás palotává alakítva. Építésze Aron Grimberg-Solari volt, a palota kertjét Robert Woll és Florin Teodosiu alkotta meg, a bútorok és berendezés tervezői Robert Woll és Agrippa Popescu voltak.
Az épületet P50-es objektumnak nevezték; főbejáratának küszöbét csak a Ceaușescu-család tagjai és meghívottjaik léphették át. A diktátor itt fogadta Charles de Gaulle-t (1968), Richard Nixont (1969), és Fidel Castrót (1972).
Az 1989-es forradalom alatt az emberek behatoltak a palotába és több dolgot elloptak, néhány szobát megrongáltak. Ezután nagyrészt kihasználatlanul állt, ugyanis egyetlen állami méltóság sem akart beköltözni az ország sötét korszakát idéző rezidenciába; néhány alkalommal protokoll-épületként használták, küldöttségeket szállásolva el benne. 2016 márciusában látogathatóvá tették a palotát Casa Ceaușescu (Ceaușescu-ház) néven, majd novemberben az alatta levő bunkert is.

## Leírása
A berendezés főleg neoklasszicista és neoreneszánsz. A legtöbb helyiség selyemmel van tapétázva, a falakat híres kortárs, főként román festők képei díszítik. Az előcsarnokban egy muranói üvegmozaikkal burkolt szökőkút van, mellette Sèvres-i porcelánvázák és egy flamand faliszőnyeg. A Ceaușescu-házaspár lakosztályát reneszánsz illetve XIV. és XV. Lajos-stílusú bútorok, továbbá márványárkádok és üvegcsillárok díszítik. Hálószobájukban közös ágy volt; ezenkívül Elena egy külön hálószobát is használt. A házaspár gyerekei, Valentin, Zoia, és Nicu külön lakosztályokat birtokoltak. Az épületben még helyet kapott többek között egy moziterem, egy fedett úszómedence, egy egzotikus növényeket tartalmazó télikert, és egy borpince. A bomba-, atom-, vagy kémiai támadás átvészelését egy alagsori bunker biztosította, 10 méterrel a talajszint alatt.
A berendezési tárgyak nagyrésze Romániában készült; a külföldi tárgyakat főleg ajándékba kapták. Az épület és a berendezés nem a család, hanem az állam tulajdonát képezte, így 1989 után is az állam tulajdonában maradt.
A parkosított telek fél hektáros, az épület 3000 négyzetméteres; értékét 18–22 millió euróra becsülik.